# Acis rosea
Acis rosea es una especie de planta bulbosa perteneciente a la familia de las amarilidáceas. Es originaria de la región del Mediterráneo.

## Descripción
Es una planta bulbosa perennifolia que alcanza un tamaño de 5-12 cm de altura. Con un bulbo ovoide delgado, muy pequeño. Las hojas brotan después que las flores. Produce flores de color rosa, pequeñas, generalmente solitarias, colgantes y fragantes. El fruto es una pequeña cápsula, subglobosa.

## Distribución y hábitat
Se encuentra en las rocas y las tierras áridas de la región de baja y media de Córcega y Cerdeña. Son especies especiales de estas islas.

## Taxonomía
Acis rosea fue descrita por (F.Martin bis) Sweet y publicado en Supplement to Loudon's Hortus Britannicus:. .. 482, en el año 1850.
Sinonimia
- Acis hiemalis (DC.) M.Roem.
- Acis rosea (F.Martin bis) Sweet ex Loudon
- Galanthus autumnalis All.
- Leucojum hyemale DC.
- Leucojum roseum F.Martin bis	basónimo
- Leucojum trichophyllum var. uniflorum DC.[4]